# Hélder Pelembe
Hélder Pelembe (ur. 20 września 1987 w Nampuli) – mozambicki piłkarz grający na pozycji napastnika.

## Kariera klubowa
Karierę piłkarską Pelembe rozpoczął w klubie Ferroviário de Nampula i w jego barwach zadebiutował w 2007 roku w pierwszej lidze mozambickiej. W 2008 roku został z Ferroviário mistrzem Mozambiku, a na początku 2009 roku przeszedł do CD Maxaquene. W 2010 roku był wypożyczony do portugalskiego Portimonense SC. Potem wrócił do Maxaquene, z którym w 2012 roku zdobył mistrzostwo Mozambiku.
W 2013 roku Pelembe grał w drużynie Liga Muçulmana, po czym odszedł do południowoafrykańskiego Orlando Pirates. W sezonie 2015/2016 grał na wypożyczeniu w Bloemfontein Celtic, a w 2016 roku został zawodnikiem klubu Baroka FC. W 2018 grał w UD Songo, a w 2019 w Ferroviário de Nampula, w którym zakończył karierę.

## Kariera reprezentacyjna
W reprezentacji Mozambiku Pelembe zadebiutował 13 stycznia 2008 roku w przegranym 0:2 towarzyskim meczu z Południową Afryką. W 2010 roku został powołany do kadry na Puchar Narodów Afryki 2010, na którym rozegrał jedno spotkanie, z Beninem (2:2). Od 2008 do 2016 rozegrał w kadrze narodowej 24 mecze i strzelił 3 gole.